# Chartreuse Sainte-Croix de Beauregard
La chartreuse Sainte-Croix de Beauregard était un ancien monastère de moniales appartenant à l'ordre des chartreux à Coublevie, en Isère.

## Histoire
En 1819, des moniales d’anciennes chartreuses  se réunissent en communauté dans l’ancien couvent de Notre-Dame-de-l'Osier. Le lieu n’étant pas solitaire, elles achètent, avec le concours de la Grande Chartreuse, le château de Beauregard, construit vers les 16e-17e siècles. L'installation a lieu le 6 juin 1822. La communauté est définitivement autorisée en 1827 ; elle prend le vocable de Sainte-Croix. 
Dès 1821, les religieuses offrent une école gratuite pour 40 à 50 petites filles pauvres de la paroisse de Coublevie. 
Une nouvelle chapelle est construite de 1835 à 1837 pour les besoins des chartreusines. Monseigneur Philibert de Bruillard, évêque de Grenoble, la consacre sous le vocable de Notre-Dame des sept douleurs et de Saint Bruno.
En 1840, les religieuses de Sainte-Croix de Beauregard désirent posséder, chez elles, une partie des reliques de Béatrice d'Ornacieux et de ses compagnes. Les os sont partagés et envoyés à Parménie et à Beauregard.
Elle essaime à Labastide-Saint-Pierre en 1854, et à la chartreuse de Notre-Dame du Gard en 1870. 
En 1903, les religieux attachés comme chapelains à la communauté ayant été arrêtés pour port illicite de l’habit religieux, une partie de la communauté part en 1904, installer une maison de refuge à San Francesco, jusqu'en 1912, elles vivent sous l'autorité de la prieure de Beauregard. Aucune expulsion ne survient car elles sont propriétaires des lieux grâce à une ordonnance du roi, Charles X de 1827. Elle reste la seule chartreuse en France.
Après des expériences de vie en cellule comme chez les moines, depuis 1971, la communauté se transfère en 1978 dans des bâtiments nouveaux construits selon cette formule à Reillanne.

## Prieures
- Marie-Agnès Blaison, originaire de Lorraine, la plus jeune des quatre filles de la famille Blaison entrées au couvent de Beauregard entre 1918 et 1930. . Leur mère, Elisabeth Blaison  y entre à son tour, à la suite de la séparation de son mari.
- Mère Rauss, d'origine luxembourgeoise, est envoyée en Italie sur ordre de RP. Général des Chartreux après 25 ans de direction du prieuré, en 1948.